# Ambassade de France au Japon
L'ambassade de France au Japon est la représentation diplomatique de la République française auprès de l'État du Japon. Elle est située à Tokyo, la capitale du pays, et son ambassadeur est, depuis 2020, Philippe Setton.

## Localisation
L'ambassade est située dans le quartier de Minami-Azabu (麻布), Minato-ku, près de la gare de Hiroo (広尾), au sud du centre de Tokyo, où se trouvent de nombreuses autres ambassades. Elle accueille aussi une section consulaire et la résidence de France.

### Bâtiment de l'ambassade
Dans les années 1950, l'État commande au sculpteur Robert Couturier les bas-reliefs Les Arts et La Vie Champêtre pour le hall de l'ambassade de France à Tokyo.

## Histoire

### Ancienne ambassade à Iidamachi
Alors que la première légation de France au Japon s'était installée à Yokohama, port dans lequel les Français étaient confinés, un traité signé en 1887 permit de la transférer dans la capitale. Elle fut établie dans le quartier d'Iidamachi, aujourd'hui Iidabashi, à proximité du palais impérial et des principales ambassades. Déjà trop exigu, le bâtiment fut de plus endommagé puis détruit par les tremblements de terre et leurs répliques qui secouèrent la capitale japonaise en 1922 et 1923,.

### Ambassade à Azabu
Une propriété du quartier huppé de Minami-Azabu comprenant un parc de 24 000 m2 et des bâtiments fut vendue en 1930 par le marquis Tokugawa au gouvernement japonais qui la loua à la France, laquelle en fit sa nouvelle délégation en terre japonaise. Les constructions furent détruites lors des bombardements alliés de la fin de la Seconde Guerre mondiale. C'est lors des années 1950 que Jean Démaret et Belmont créèrent les bâtiments actuels en imposant un style moderne s’éloignant de l’architecture néoclassique qui était la norme à l’époque. Ce n'est qu'en 1972 que l'État français put acquérir le terrain.
Le 29 octobre 2007, la France signe, avec un consortium privé franco-japonais (comprenant les compagnies Mitsui & Co, Nomura Real Estate Development, Takenaka Corporation et Aéroports de Paris Ingénierie), un accord prévoyant la cession d’une partie de son terrain en échange de la construction et de l’usage, par le consortium, d’un nouveau bâtiment qui redeviendra possession de la France après 50 ans. Le consortium en échange reconstruit la chancellerie française et assume les coûts d’entretien pendant quinze ans. Cet accord constitue le premier contrat de partenariat public-privé conclu à l’étranger pour la France.

## Ambassadeurs de France au Japon
| De   | À    | Ambassadeur                           |
| ---- | ---- | ------------------------------------- |
| 1858 | 1858 | Jean-Baptiste Louis Gros,             |
| 1858 | 1859 | Charles Gustave Martin de Chassiron,  |
| 1859 | 1864 | Gustave Duchesne de Bellecourt,       |
| 1864 | 1868 | Léon Roches,                          |
| 1868 | 1871 | Ange-Maxime Outrey,                   |
| 1871 | 1873 | Paul de Turenne d'Avnac               |
| 1873 | 1875 | Jules Berthemy                        |
| 1875 | 1877 | Ange-Guillaume Ouvré de Saint-Quentin |
| 1877 | 1879 | Francis-Henri-Louis de Geofroy        |
| 1879 | 1880 | Marie-René-Davy de Chavigné           |
| 1880 | 1882 | Guillaume de Roquette                 |
| 1882 | 1883 | Arthur Tricou,                        |
| 1883 | 1883 | Ulric de Viel-Castel                  |
| 1883 | 1894 | Joseph Adam Sienkiewicz ,             |
| 1894 | 1905 | François-Jules Harmand,               |
| 1905 | 1907 | Gaston Raindre                        |
| 1907 | 1913 | Auguste Gérard                        |
| 1914 | 1918 | Eugène Regnault                       |
| 1918 | 1919 | Roger Maugras,                        |
| 1919 | 1921 | Edmond Bapst                          |
| 1921 | 1927 | Paul Claudel                          |
| 1927 | 1929 | Robert de Billy                       |
| 1929 | 1933 | Damien de Martel                      |
| 1935 | 1936 | Fernand Pila                          |
| 1937 | 1941 | Charles Arsène-Henry                  |
| 1946 | 1950 | Général Zinovi Pechkoff,              |
| 1950 | 1953 | Maurice Dejean,                       |
| 1953 | 1956 | Daniel Lévi                           |
| 1956 | 1959 | Armand Bérard                         |
| 1959 | 1961 | Jean Daridan                          |
| 1961 | 1964 | Étienne Dennery                       |
| 1964 | 1966 | François Missoffe                     |
| 1966 | 1972 | Louis de Guiringaud                   |
| 1972 | 1975 | François Lefebvre de Laboulaye        |
| 1975 | 1977 | Jean-Pierre Brunet                    |
| 1977 | 1979 | Louis Dauge                           |
| 1979 | 1982 | Xavier de La Chevalerie               |
| 1982 | 1985 | André Ross                            |
| 1985 | 1987 | Gilbert Pérol                         |
| 1987 | 1991 | Bernard Dorin                         |
| 1991 | 1993 | Loïc Hennekinne                       |
| 1993 | 1998 | Jean-Bernard Ouvrieu                  |
| 1998 | 2002 | Maurice Gourdault-Montagne            |
| 2002 | 2006 | Bernard Faubournet de Montferrand     |
| 2006 | 2007 | Gildas Le Lidec                       |
| 2007 | 2011 | Philippe Faure                        |
| 2011 | 2014 | Christian Masset                      |
| 2014 | 2017 | Thierry Dana                          |
| 2017 | 2020 | Laurent Pic                           |
| 2020 | auj. | Philippe Setton (ja)                  |

## Relations diplomatiques

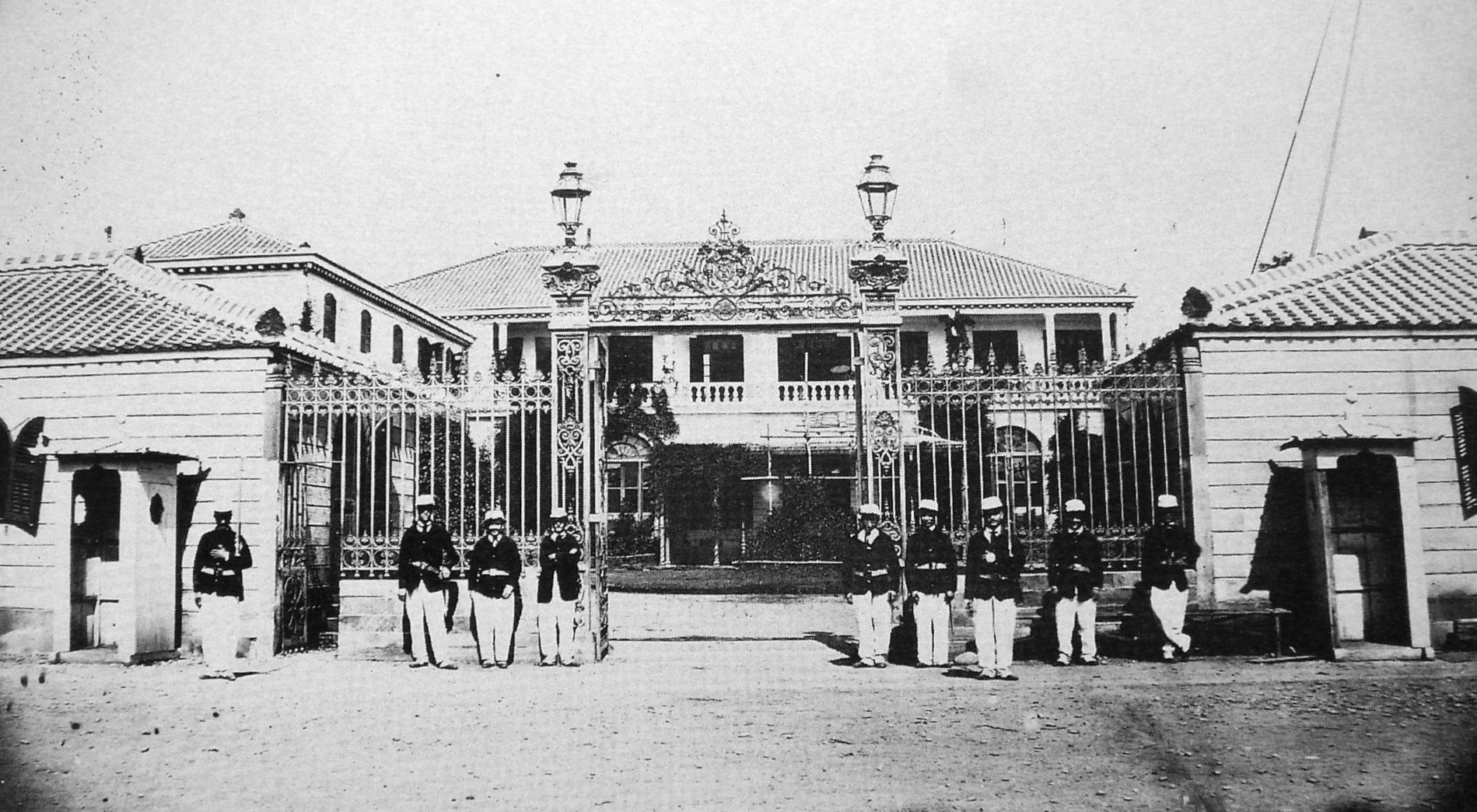
La première légation de France à Yokohama en 1870.

Les premières relations diplomatiques entre les deux pays ont été établies en 1858 par la signature à Edo d’un traité de paix, d’amitié et de commerce par Jean-Baptiste Louis Gros, baron et chargé d’affaires,. Un simple consulat fut ouvert à Edo en 1859 dans le (temple) Saikai-ji et Gustave Duchesne de Bellecourt fut le premier à occuper le poste. En 1862, 12 Français étaient installés à Yokohama, initiant ainsi le commerce de la soie avec le Japon. Cette même année, le Shogun envoyait sa première ambassade, conduite par Takenouchi Yasunori, qui dura près d'une année entière, entre la France, l'Angleterre, les Pays-Bas, la Prusse et la Russie. En 1866, la Grande-Bretagne, les États-Unis, les Pays-Bas et la France profitèrent d'un nouveau traité pour implanter leurs ambassades à Yokohama. La France bâtit une grande ambassade de style colonial sur la rue Naka-Dōri. L'appui de Napoléon III fut déterminant dans les relations entre les deux pays, particulièrement sur le plan militaire (modernisation de l'armée du Shogun, fourniture d'armes). En dépit de l'implication de l’ambassadeur Léon Roches auprès du Shogun lors la guerre de Boshin, la coopération militaire se poursuivit après la victoire de l'Empereur en même temps que les échanges commerciaux et les visites diplomatiques (le Président Thiers en 1873).
En 2012, pour la première fois l'ambassadeur de France (Christian Masset) assiste aux cérémonies de commémoration du bombardement atomique d'Hiroshima.

## Consulats
Outre la section consulaire de Tokyo, il existe un consulat général de France au Japon, situé à Kyoto, dans les locaux de l'Institut franco-japonais, dont la circonscription couvre toute la partie sud du pays. Jusqu'au 1er décembre 2009, ce consulat était basé à Osaka. Il existe en outre sept consuls honoraires basés à :
- Circonscription de Tokyo :
  - Niigata
  - Sendai
  - Sapporo
- Circonscription de Kyoto :
  - Fukuoka
  - Nagoya
  - Hiroshima
  - Nagasaki

### Communauté française
Au 31 décembre 2016, 9 722 Français sont inscrits sur les registres consulaires. Au 31 décembre 2014, les 7 561 inscrits étaient ainsi répartis entre les deux circonscriptions : Tokyo (6 055) et Kyoto (1 506). La communauté française se compose principalement de cadres ou dirigeants d'entreprises, d'artisans, de créateurs, d'enseignants et de chercheurs.
| 2001  | 2002  | 2003  | 2004  |
| ----- | ----- | ----- | ----- |
| 5 373 | 5 909 | 6 436 | 6 755 |

| 2005  | 2006  | 2007  | 2008  |
| ----- | ----- | ----- | ----- |
| 7 127 | 7 894 | 7 735 | 7 942 |

| 2009  | 2010  | 2011  | 2012  |
| ----- | ----- | ----- | ----- |
| 6 088 | 7 262 | 7 480 | 7 305 |

| 2013  | 2014  | 2015  | 2016  |
| ----- | ----- | ----- | ----- |
| 7 292 | 7 561 | 8 106 | 9 722 |

| 2017   | 2018   | 2019   | 2020   |
| ------ | ------ | ------ | ------ |
| 10 252 | 10 251 | 10 516 | 10 250 |

| 2021  | 2022   | 2023   | - |
| ----- | ------ | ------ | - |
| 9 952 | 10 959 | 11 760 | - |

### Circonscriptions électorales
Depuis la loi du 22 juillet 2013 réformant la représentation des Français établis hors de France avec la mise en place de conseils consulaires au sein des missions diplomatiques, les ressortissants français du Japon élisent pour six ans trois conseillers consulaires. Ces derniers ont trois rôles :
1. ils sont des élus de proximité pour les Français de l'étranger ;
2. ils appartiennent à l'une des quinze circonscriptions qui élisent en leur sein les membres de l'Assemblée des Français de l'étranger ;
3. ils intègrent le collège électoral qui élit les sénateurs représentant les Français établis hors de France.

Pour l'élection à l'Assemblée des Français de l'étranger, le Japon appartenait jusqu'en 2014 à la circonscription électorale de Tokyo, comprenant aussi la Chine, la Corée du Sud et la Mongolie, et désignant quatre sièges. Le Japon appartient désormais à la circonscription électorale « Asie-Océanie » dont le chef-lieu est Hong Kong et qui désigne neuf de ses 59 conseillers consulaires pour siéger parmi les 90 membres de l'Assemblée des Français de l'étranger.
Pour l'élection des députés des Français de l’étranger, le Japon dépend de la 11e circonscription.